# 이항나
이항나(1970년 2월 22일 ~ )는 대한민국의 배우이다.

## 생애
1970년 2월 22일 서울특별시에서 출생한 그는 1988년 연극을 통해 배우로 데뷔하였다.

## 학력
- 1985년 ~ 1988년 여의도여자고등학교
- 1988년 ~ 1992년 동국대학교 연극영화과 학사
- 1992년 ~ 1994년 쉐프킨 연극대학교 석사

## 경력
- 1993년 ~ 극단 떼아뜨르 노리 단원
- 1994년 ~ 1996년 모스크바 국립 대학교 한국어과 강사
- 1997년 부산예술대학교 연극과 강사
- 1998년 경희대학교 성악과 강사
- 2000년 한국예술종합학교 연극원 연기과 강사
- 2002년 동국대학교 연극영화과 강사
- 2002년 서울예술대학교 강사
- 2005년 ~ 극단 떼아뜨르 노리 대표
- 2005년 ~ 2006년 세종대학교 영화예술학과 겸임 교수
- 2013년 ~ 2017년 경기대학교 연기학과 교수
- 2013년 ~ 2015년 서울연극협회 이사

## 출연 작품

### 드라마
| 연도 | 방송사     | 제목                            | 역할            | 비고     |
| ---- | ---------- | ------------------------------- | --------------- | -------- |
| 2001 | SBS        | 《그래도 사랑해》               | 병호 엄마       | 56부작   |
| 2001 | MBC        | 《어쩌면 좋아》                 |                 | 41부작   |
| 2004 | SBS        | 《소풍가는 여자》               | 장미            | 94부작   |
| 2007 | KBS 2TV    | 《행복한 여자》                 |                 | 58부작   |
| 2015 | KBS 2TV    | 《착하지 않은 여자들》          | 젊은 강순옥     | 24부작   |
| 2015 | KBS 2TV    | 《어셈블리》                    | 김경아          | 20부작   |
| 2015 | KBS 2TV    | 《KBS 드라마 스페셜 - 붉은 달》 | 선희궁          | 1부작    |
| 2016 | MBC        | 《다시 시작해》                 | 송지숙          | 121부작  |
| 2017 | KBS 2TV    | 《최강 배달꾼》                 | 선애            | 16부작   |
| 2017 | MBC        | 《돈꽃》                        | 한씨 / 한은심   | 24부작   |
| 2018 | MBC        | 《비밀과 거짓말》               | 장현숙          | 122부작  |
| 2019 | JTBC       | 《바람이 분다》                 |                 | 16부작   |
| 2019 | SBS        | 《17세의 조건》                 | 이해영          | 2부작    |
| 2019 | tvN        | 《블랙독》                      | 송영숙          | 16부작   |
| 2020 | OCN        | 《트레인》                      | 오미숙          | 12부작   |
| 2021 | tvN        | 《빈센조》                      | 곽희수          | 20부작   |
| 2021 | JTBC       | 《한 사람만》                   | 최성해          | 16부작   |
| 2022 | TVING      | 《아일랜드》 (웹 드라마)        | 원보람          | 12부작   |
| 2023 | SBS        | 《모범택시 2》                  | 안영숙 (안지은) | 16부작   |
| 2024 | tvN        | 《눈물의 여왕》                 | 교도소 수감자   | 특별출연 |
| 2024 | TVING, tvN | 《좋거나 나쁜 동재》            | 전미란          | 10부작   |
| 2025 | SBS        | 《보물섬》                      | 성보연          | 16부작   |

### 시트콤
| 연도 | 방송사 | 제목              | 역할          | 비고   |
| ---- | ------ | ----------------- | ------------- | ------ |
| 2008 | MBC    | 《크크섬의 비밀》 | 박해출의 아내 | 40부작 |

### 영화
| 연도 | 제목                   | 역할          | 감독   | 비고        |
| ---- | ---------------------- | ------------- | ------ | ----------- |
| 1999 | 《송어》               | 영숙          | 박종원 |             |
| 2003 | 《남남북녀》           | 연변대 교수   | 정초신 |             |
| 2013 | 《변호인》             | 수경          | 양우석 | 첫 천만영화 |
| 2016 | 《4등》                | 정애          | 정지우 |             |
| 2018 | 《1급기밀》            | 희경          | 홍기선 |             |
| 2018 | 《골든 슬럼버》        | 도 팀장       | 노동석 |             |
| 2019 | 《사바하》             | 박은혜        | 장재현 |             |
| 2019 | 《나를 찾아줘》        | 안경자        | 김승우 |             |
| 2020 | 《사냥의 시간》        | 기훈 엄마     | 윤성현 |             |
| 2020 | 《저 산 너머》         | 서중화        | 최종태 |             |
| 2020 | 《짱개》 (중화민국)    | 김미숙        | 장지위 |             |
| 2021 | 《비와 당신의 이야기》 | 소희의 어머니 | 조진모 |             |
| 2024 | 《소풍》               | 윤미현        | 김용균 |             |

### 연극
| 연도 | 제목                            | 역할                   | 기간                  | 장소                   | 비고 |
| ---- | ------------------------------- | ---------------------- | --------------------- | ---------------------- | ---- |
| 1995 | 《고도를 기다리며》             |                        |                       |                        |      |
| 1996 | 《날 보러 와요》                |                        | 1996.09.24~1996.10.02 | 정동극장               |      |
| 1997 | 《결혼전야》                    |                        | 1997.05.12~1997.06.30 | 성좌 소극장            |      |
| 1997 | 《결혼전야》                    | 1997.07.10~1997.08.28  | 뚜레박 소극장         |                        |      |
| 1999 | 《벚꽃동산》                    | 아냐                   | 1999.04.09~1999.04.29 | 세종문화회관 소극장    |      |
| 1999 | 《유리가면》                    | 신유미                 | 1999.06.25~1999.08.15 | 은행나무 소극장        |      |
| 2000 | 《사천의 착한 사람》            |                        | 2000.09.21~2000.10.10 | 세종문화회관 소극장    |      |
| 2001 | 《차.이.다》                    | 앨리스                 | 2001.11.03~2002.01.06 | 바탕골 소극장          |      |
| 2002 | 《사랑을 선택하는 특별한 기준》 | 세진                   | 2002.10.29~2002.12.29 | 산울림 소극장          |      |
| 2005 | 《바람의 키스》                 | 클로에 / 마틸드 / 쉬잔 | 2005.02.11~2005.03.20 | 설치극장 정미소        |      |
| 2006 | 《사랑은 흘러간다》             | 유디트                 | 2006.03.07~2006.04.30 | 산울림 소극장          |      |
| 2006 | 《그녀의 방》                   | 메노포즈               | 2006.08.08~2006.08.27 | 아르코미술관 제2전시실 |      |
| 2007 | 《갈매기》                      | 아르카지나             | 2007.03.15~2007.03.25 | LG아트센터             |      |
| 2007 | 《오픈 커플》                   | 아내                   | 2007.10.04~2007.11.25 | 열린극장               |      |
| 2008 | 《클로져》                      | 태희                   | 2008.12.09~2009.02.08 | SM아트홀               |      |
| 2010 | 《낮잠》                        | 이선                   | 2010.01.26~2010.03.28 | 백암아트홀             |      |
| 2010 | 《휘가로의 결혼》               | 백작 부인              | 2010.12.14~2010.12.26 | 아르코예술극장 대극장  |      |
| 2011 | 《아시안 스위트》               | 치요코                 | 2011.06.30~2011.07.14 | 대학로예술극장 소극장  |      |
| 2011 | 《아시안 스위트》               | 치요코                 | 2011.07.20~2011.07.31 | 키 작은 소나무극장     |      |